# Союз ТМ-4
Союз ТМ-4 е космически кораб от серията „Союз ТМ“, модификация 7К-СТМ № 54, тип на скафандрите Сокол-К2 – полетен, Орлан-ДМ – за работа в открития космос, Орлан-ДМА – от 20 октомври 1988 г.

## Екипажи

### При старта

#### Основен
- Владимир Титов (3) – командир
- Муса Манаров (1) – бординженер
- Анатолий Левченко (1) – космонавт-изследовател

#### Дублиращ
- Александър Волков – командир
- Александър Калери – бординженер
- Александър Шчукин – космонавт-изследовател

### При кацането
- Анатолий Соловьов (1) – командир
- Виктор Савиних (3) – бординженер
- Александър Александров (1) – космонавт-изследовател

## Параметри на мисията
- Маса: 7070 кг
- Перигей: 337 км
- Апогей: 357 км
- Наклон на орбитата: 51,6°
- Период: 91,5 мин

## Описание на полета
Това е четвъртата експедиция на орбиталната станция „Мир“. М. Манаров и В. Титов сменят на орбиталната станция „Мир“ Юрий Романенко и Александър Александров (СССР). А. Левченко работел в групата за специална подготовка по програмата Буран и се завръща на земята с капсулата на кораба Союз ТМ-3, заедно с Романенко и А. Александров (СССР). Преди да напуснат станцията Романенко и А. Александров демнострирали работата на новите скафандри за излизане в открития космос. Програмата на „Союз ТМ-4“ предвиждала провеждане на биологични експерименти, включващи синтез на биокристали на установка в модула „Квант“. Проведена е и учебна тревога.
В. Титов и М. Манаров провеждат наблюдения на галактики и звезди групи в ултравиолетовата част на спектъра с телескопа „Глазар“ на модула „Квант“.
Също така е изпълнена програма на съвместния българо-съветски полет, включваща 59 експеримента, подготвени от българската страна.

### Космически разходки
| № | Участници                   | Начало                     | Край                       | Продължителност    |
| - | --------------------------- | -------------------------- | -------------------------- | ------------------ |
| 1 | Муса Манаров Владимир Титов | 26 февруари 1988 09:30 UTC | 26 февруари 1988 13:55 UTC | 4 часа и 25 минути |
| 2 | Муса Манаров Владимир Титов | 30 юни 1988 05:33 UTC      | 30 юни 1988 10:43 UTC      | 5 часа и 10 минути |
| 3 | Муса Манаров Владимир Титов | 20 октомври 1988 05:59 UTC | 20 октомври 1988 10:11 UTC | 4 часа и 12 минути |
| 4 | Муса Манаров Владимир Титов | 9 декември 1988 09:57 UTC  | 9 декември 1988 15:57 UTC  | 6 часа и 0 минути  |